# Division II i fotboll 1942/1943
Division II i fotboll 1942/1943 bestod av fyra serier med 10 lag i varje serie. Det var då Sveriges näst högsta division. Varje serievinnare gick till kvalspel för att eventuellt flyttas upp till Allsvenskan och de två sämsta degraderades till Division III. Det gavs 2 poäng för vinst, 1 poäng för oavgjort och 0 poäng för förlust.

## Serier

### Norra
| Nr | Lag                 | S  | V  | O | F  | GM | IM | MS  | P  |
| -- | ------------------- | -- | -- | - | -- | -- | -- | --- | -- |
| 1  | IK Brage            | 18 | 12 | 4 | 2  | 42 | 19 | +23 | 28 |
| 2  | Sandvikens AIK      | 18 | 11 | 2 | 5  | 47 | 32 | +15 | 24 |
| 3  | Ludvika FFI         | 18 | 10 | 3 | 5  | 47 | 40 | +7  | 23 |
| 4  | Hammarby IF         | 18 | 8  | 3 | 7  | 58 | 37 | +21 | 19 |
| 5  | Reymersholms IK (N) | 18 | 9  | 1 | 8  | 37 | 29 | +8  | 19 |
| 6  | Djurgårdens IF      | 18 | 8  | 1 | 9  | 46 | 38 | +8  | 17 |
| 7  | Hagalunds IS (U)    | 18 | 6  | 5 | 7  | 34 | 48 | −14 | 17 |
| 8  | Gefle IF            | 18 | 6  | 4 | 8  | 37 | 47 | −10 | 16 |
| 9  | Hofors AIF          | 18 | 5  | 4 | 9  | 33 | 45 | −12 | 14 |
| 10 | Sundbybergs IK      | 18 | 0  | 3 | 15 | 14 | 60 | −46 | 3  |

IK Brage gick vidare till kvalspel till Allsvenskan och Hofors AIF och Sundbybergs IK flyttades ner till division III. De ersattes av Ljusne AIK och Örtakoloniens IF från division III.

### Östra
| Nr | Lag               | S  | V  | O | F  | GM | IM | MS  | P  |
| -- | ----------------- | -- | -- | - | -- | -- | -- | --- | -- |
| 1  | Finspångs AIK     | 18 | 8  | 7 | 3  | 44 | 29 | +15 | 23 |
| 2  | Åtvidabergs FF    | 18 | 8  | 6 | 4  | 46 | 29 | +17 | 22 |
| 3  | Nyköpings AIK (U) | 18 | 10 | 1 | 7  | 42 | 47 | −5  | 21 |
| 4  | Örebro SK         | 18 | 7  | 6 | 5  | 32 | 24 | +8  | 20 |
| 5  | Hallstahammars SK | 18 | 6  | 6 | 6  | 25 | 30 | −5  | 18 |
| 6  | IF Verdandi (U)   | 18 | 6  | 5 | 7  | 28 | 32 | −4  | 17 |
| 7  | IK Sleipner       | 18 | 7  | 3 | 8  | 28 | 32 | −4  | 17 |
| 8  | IFK Västerås      | 18 | 5  | 6 | 7  | 28 | 32 | −4  | 16 |
| 9  | Surahammars IF    | 18 | 3  | 8 | 7  | 24 | 24 | 0   | 14 |
| 10 | Avesta AIK (U)    | 18 | 4  | 4 | 10 | 27 | 45 | −18 | 12 |

Finspångs AIK gick vidare till kvalspel till Allsvenskan och Surahammars IF och Avesta AIK flyttades ner till division III. De ersattes av IFK Eskilstuna från Allsvenskan och från division III kom Västerås SK.

### Västra
| Nr | Lag                 | S  | V  | O | F  | GM | IM | MS  | P  |
| -- | ------------------- | -- | -- | - | -- | -- | -- | --- | -- |
| 1  | Örgryte IS          | 18 | 10 | 5 | 3  | 42 | 29 | +13 | 25 |
| 2  | Karlskoga IF        | 18 | 10 | 4 | 4  | 51 | 27 | +24 | 24 |
| 3  | IFK Trollhättan (U) | 18 | 10 | 3 | 5  | 37 | 23 | +14 | 23 |
| 4  | Billingsfors IK     | 18 | 10 | 2 | 6  | 36 | 30 | +6  | 22 |
| 5  | Skogens IF          | 18 | 9  | 0 | 9  | 50 | 44 | +6  | 18 |
| 6  | IFK Uddevalla (U)   | 18 | 8  | 2 | 8  | 45 | 47 | −2  | 18 |
| 7  | Tidaholms GIF       | 18 | 8  | 2 | 8  | 38 | 41 | −3  | 18 |
| 8  | Lundby IF           | 18 | 7  | 2 | 9  | 37 | 41 | −4  | 16 |
| 9  | Deje IK             | 18 | 4  | 4 | 10 | 28 | 40 | −12 | 12 |
| 10 | Waggeryds IK        | 18 | 1  | 2 | 15 | 25 | 67 | −42 | 4  |

Örgryte IS gick vidare till kvalspel till Allsvenskan och Deje IK och Waggeryds IK flyttades ner till division III. De ersattes av Gårda BK från Allsvenskan och från division III kom Munkedals IF och Krokslätts FF.

### Södra
| Nr | Lag                 | S  | V  | O | F  | GM | IM | MS  | P  |
| -- | ------------------- | -- | -- | - | -- | -- | -- | --- | -- |
| 1  | IS Halmia           | 18 | 12 | 4 | 2  | 40 | 16 | +24 | 28 |
| 2  | Landskrona BoIS (N) | 18 | 11 | 2 | 5  | 52 | 22 | +30 | 24 |
| 3  | Nybro IF            | 18 | 9  | 6 | 3  | 44 | 29 | +15 | 24 |
| 4  | IFK Malmö           | 18 | 8  | 3 | 7  | 33 | 41 | −8  | 19 |
| 5  | Bromölla IF (U)     | 18 | 5  | 8 | 5  | 27 | 25 | +2  | 18 |
| 6  | Höganäs BK          | 18 | 5  | 6 | 7  | 28 | 38 | −10 | 16 |
| 7  | Olofströms IF       | 18 | 6  | 3 | 9  | 29 | 36 | −7  | 15 |
| 8  | BK Landora          | 18 | 4  | 4 | 10 | 29 | 42 | −13 | 12 |
| 9  | IFK Trelleborg      | 18 | 4  | 4 | 10 | 18 | 34 | −16 | 12 |
| 10 | Varbergs BoIS (U)   | 18 | 4  | 4 | 10 | 15 | 32 | −17 | 12 |

IS Halmia gick vidare till kvalspel till Allsvenskan och IFK Trelleborg och Varbergs BoIS flyttades ner till division III. De ersattes av Limhamns IF, Jönköpings Södra IF och Kalmar FF från division III.

## Kvalspel till Allsvenskan
| Lag 1      | Totalt        | Lag 2         | Möte 1 | Möte 2 |
| IK Brage   | 1–2 (PO: 9–0) | Finspångs AIK | 1–0    | 0–2    |
| Örgryte IS | 2–5           | IS Halmia     | 2–2    | 0–3    |

Den tredje matchen mellan IK Brage och Finspångs AIK spelades eftersom målskillnad inte användes vid kvalspel. Matchen spelades på neutral plan i Solna stad. IK Brage och IS Halmia till Allsvenskan 1943/44. Finspångs AIK och Örgryte IS fick fortsätta spela i division II.